# Condado de Joló
El Condado de Joló es un título nobiliario español creado por el rey Alfonso XII el 27 de abril de 1881 a favor de José Malcampo y Monge, general y VI marqués de San Rafael. 
Su nombre se refiere a la isla y municipio filipino de Joló, en la provincia de Sulu, donde Malcampo llevó a cabo victoriosa campaña contra los piratas joloanos, siendo Capitán General de Filipinas. Por tal acción de guerra, además de este Condado le fue concedido simultáneamente el Vizcondado de Mindanao.

## Condes de Joló
|                          | Titular                                    | Periodo                  |
| Creación por Alfonso XII | Creación por Alfonso XII                   | Creación por Alfonso XII |
| ------------------------ | ------------------------------------------ | ------------------------ |
| I                        | José Malcampo y Monge                      | 1890-                    |
| II                       | Juan Malcampo y Mathews                    |                          |
| III                      | José Malcampo y Fernández de Villavicencio |                          |
| IV                       | María Cristina Malcampo y San Miguel       | 1960-2004                |
| V                        | Cristina Osorio y Malcampo                 | 2006-actual titular      |

## Historia de los condes de Joló
- José Malcampo y Monge (1828-1880), I Conde de Joló, I vizconde de Mindanao, VI marqués de San Rafael.

1. Casó con Manuela Mathews González de Quevedo, natural de San Fernando (Cádiz) y fallecida en Sanlúcar de Barrameda (Cádiz) en 1891, donde los Marqueses de San Rafael se habían construido un caserón y poseían un recreo llamado "Huerta de San José". Le sucedió:

- Juan Malcampo y Mathews (San Fernando 1820-1880), II conde de Joló, II vizconde de Mindanao, VII marqués de San Rafael. General de Brigada.

1. Casó con María Josefa Fernández de Villavicencio y Oronoz, nacida en 1869 en el Alcázar de Jerez (Cádiz) y fallecida en Sanlúcar de Barrameda (Cádiz) en 1896. Le sucedió su hijo:

- José Malcampo y Fernández de Villavicencio (n. en 1897),  III conde de Joló, III vizconde de Mindanao, VIII marqués de San Rafael, VI duque de San Lorenzo de Valhermoso, XIII duque del Parque, VIII marqués de Casa Villavicencio.

1. Casó en París con Rosa San Miguel y Martínez de Campos. Le sucedió su hija:

- María Cristina Malcampo y San Miguel (Madrid, 1935-2004),IV condesa de Joló, IV vizcondesa de Mindanao, IX marquesa de San Rafael, VII duquesa de San Lorenzo de Valhermoso, XIV duquesa del Parque, IX marquesa de Casa Villavicencio.

1. Casó en 1974 con Beltrán Alfonso Osorio y Díez de Rivera (1918-1994), XVIII Duque de Alburquerque (GE) y VII de Algete (GE), XIX Marqués de Alcañices (GE), XI de los Balbases (GE), XIII de Cadreita, XVII de Cuéllar, IX de Cullera y XIII de Montaos, XII Conde de la Corzana (GE), XVI de Fuensaldaña, XVI de Grajal, XVIII de Huelma, XVIII de Ledesma, XV de la Torre de Perafán, XIV de Villanueva de Cañedo y XII de Villaumbrosa. Le sucedió su hija:

- Cristina Osorio y Malcampo, V condesa de Joló, V vizcondesa de Mindanao, VIII duquesa de San Lorenzo de Valhermoso, X marquesa de Casa Villavicencio.